# NSDAP-Ortsgruppe

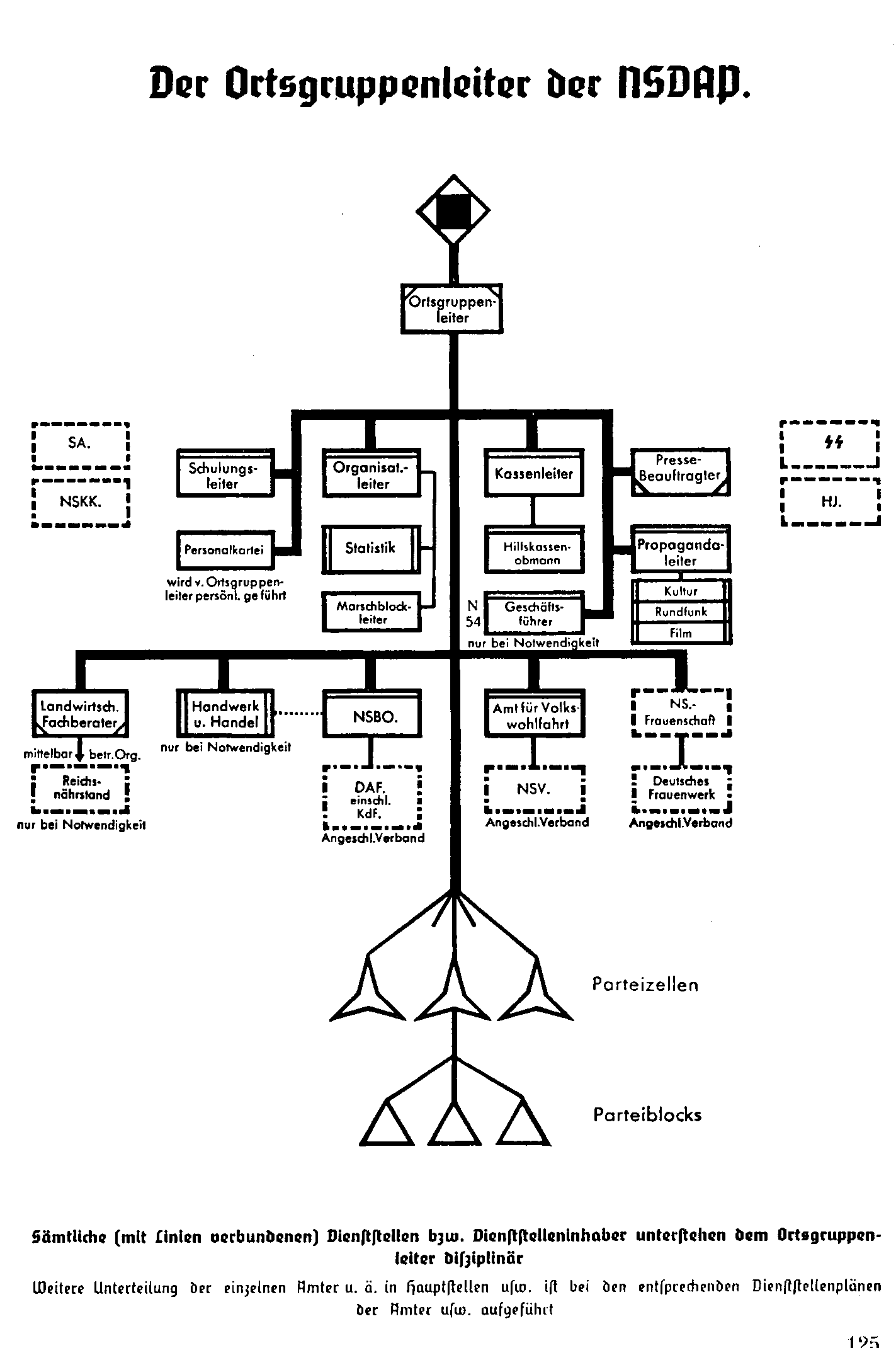
Organisationsschema (1937)

Die Ortsgruppe der NSDAP war die gebietliche Organisation der Partei unterhalb der Kreisebene. Der Ortsgruppenleiter stand ihr vor. Ihm zur Seite stand als Stellvertreter ein Adjutant, der Stützpunktleiter (bis 1938). Auf dem Lande umfasste sie eine oder mehrere Gemeinden und in Städten entsprach sie Stadtteilen und Stadtvierteln. Sie sollte nach der Organisationsreform von 1936 nicht mehr als 1500 Haushalte umfassen.
Eine NSDAP-Ortsgruppe bestand in der Regel aus acht Zellen, die einem Zellenleiter unterstanden. Jede dieser Zellen war in vier bis acht Blocks gegliedert, die jeweils von einem Blockleiter kontrolliert wurden. 
Die Gliederungen und die angeschlossenen Verbände der NSDAP (DAF, NS-Frauenschaft, NSV usw.) unterstanden dem Ortsgruppenleiter disziplinär. Die meisten Ortsgruppen führten den Namen der zu ihrem Bereich gehörenden Gemeinde, die Sitz der Ortsgruppe wurde.